# Faisceau gaussien
En optique, un faisceau gaussien est une solution particulière de l'équation de propagation de Helmholtz (au même titre qu'une onde plane) dans le cadre de l'approximation paraxiale. Ce modèle produit une meilleure description de rayonnements cohérents comme les faisceaux lasers bien qu'il soit incomplet dans le traitement de la diffraction.
Plus spécifiquement, un faisceau gaussien est un faisceau dont l'évolution du profil transversal d'amplitude en fonction de la propagation spatiale est proportionnel à une fonction gaussienne, par exemple une fonction de Gauss-Hermite.

## Définitions d'un faisceau gaussien
Il existe plusieurs façons de définir un faisceau gaussien. Historiquement, les faisceaux gaussiens ont été utilisés en optique comme une solution de l'équation de propagation dans le cadre de l'approximation paraxiale. L'approximation paraxiale suppose une faible divergence du faisceau par rapport à son axe de propagation. L'angle de divergence maximal généralement admis est de l'ordre de 20 degrés.
D'autres approches provenant de l'électromagnétisme permettent d'obtenir une formulation de faisceaux gaussiens. Ainsi, on peut définir les faisceaux gaussiens monomodes et multimodes comme étant un cas particulier dans l'approximation paraxiale d'un ou plusieurs points source complexe.
Une autre solution peut consister à étendre le formalisme des rayons de l'optique géométrique aux rayons complexes, c'est-à-dire à des rayons dont la position, la direction et la matrice de courbure peuvent être complexes.
Enfin, on peut également définir un faisceau gaussien à partir de sa représentation spectrale. En définissant un champ dont l'amplitude est gaussienne sur un plan, on peut exprimer en utilisant un spectre d'ondes planes de cette distribution d'amplitude le champ propagé en un point quelconque.

## Propagation des faisceaux gaussiens
L'approximation faite ici est celle du faisceau gaussien scalaire où le champ électrique est considéré linéairement polarisé selon une direction orthogonale à sa direction de propagation. Cette approximation donne de bons résultats lorsque le rayon du col du faisceau  {\displaystyle w_{0}} est très supérieur à la longueur d'onde. Dans le cas contraire, on doit utiliser le faisceau gaussien vectoriel décrit par la formulation plus compliquée de Davis (cf. Biblio.), où en particulier, le champ électrique a aussi une composante déphasée selon la direction de propagation, d'où le qualificatif de vectoriel.
Dans le cas de l'approximation scalaire, le champ électrique complexe d'un faisceau gaussien mesuré (en volts par mètre) à une distance {\displaystyle r} du centre du faisceau et à une distance {\displaystyle z} de son origine est :
{\displaystyle E(r,z)=E_{0}{\frac {w_{0}}{w(z)}}\exp \left({\frac {-r^{2}}{w^{2}(z)}}\right)\exp \left(-ikz-ik{\frac {r^{2}}{2R(z)}}+i\zeta (z)\right)\ ,}
La distribution {\displaystyle I(r,z)} de l'intensité moyenne temporelle (ou radiance), mesurée en watts par mètre carré est obtenue à partir de l'expression du champ électrique {\displaystyle E} :
{\displaystyle I(r,z)={|E(r,z)|^{2} \over 2\eta }=I_{0}\left({\frac {w_{0}}{w(z)}}\right)^{2}\exp \left({\frac {-2r^{2}}{w^{2}(z)}}\right)\ ,}
Où :
- {\displaystyle i} est l'unité imaginaire définie par {\displaystyle \,i^{2}=-1}.
- {\displaystyle \,k={2\pi  \over \lambda }} est le nombre d'onde (en radians par mètre).
- {\displaystyle \,w(z)} est la distance au centre de l'axe du faisceau où l'amplitude du champ électrique est multipliée par 1/e, ce qui correspond à une multiplication de l'intensité par (1/e)2. Ce paramètre est appelé la largeur du faisceau.
- {\displaystyle E_{0}} et {\displaystyle I_{0}} sont respectivement l'amplitude et l'intensité du champ électrique au centre du faisceau à l'origine, c'est-à-dire {\displaystyle E_{0}\ {\stackrel {\mathrm {def} }{=}}\ |E(0,0)|} et {\displaystyle I_{0}\ {\stackrel {\mathrm {def} }{=}}\ I(0,0)}.
- {\displaystyle \eta \,} est la constante caractéristique de l'impédance du milieu traversé par l'onde. L'impédance caractéristique du vide a pour valeur {\displaystyle \eta _{0}\approx 377\ \Omega }.
- {\displaystyle \zeta (z)\,}et {\displaystyle R(z)\,}sont respectivement la phase de Gouy et le rayon de courbure du front d'onde du faisceau, et sont définis plus bas.

## Paramètres du faisceau
La géométrie et le comportement d'un faisceau gaussien dépend de divers paramètres indiqués ci-dessous.

### Largeur de Faisceau
Pour un faisceau gaussien se propageant dans le vide, la largeur du faisceau {\displaystyle \,w(z)} sera à une valeur minimale de {\displaystyle w_{0}} à son origine. Pour une longueur d'onde {\displaystyle \lambda } et à une distance {\displaystyle z} le long de l'axe du faisceau, la variation de la largeur du faisceau sera :
{\displaystyle w(z)=w_{0}\,{\sqrt {1+{\left({\frac {z}{z_{0}}}\right)}^{2}}}}
où l'origine de l'axe {\displaystyle z} est définie comme le point d'origine du faisceau et :
{\displaystyle z_{0}={\frac {\pi w_{0}^{2}}{\lambda }}}
C'est ce qu'on appelle la portée de Rayleigh ou la profondeur de champ.

### Portée de Rayleigh et paramètre confocal
À une distance de l'origine égale à {\displaystyle z_{0}}, la largeur du faisceau {\displaystyle w} est :
{\displaystyle w(\pm z_{0})=w_{0}{\sqrt {2}}\,}
La distance entre {\displaystyle +z_{0}} et {\displaystyle -z_{0}} est appelé le paramètre confocal (qui est égal à deux fois la longueur de Rayleigh) :
{\displaystyle b=2z_{0}={\frac {2\pi w_{0}^{2}}{\lambda }}\ .}

### Rayon de courbure
{\displaystyle R(z)} est le rayon de courbure du front d'onde du faisceau. Sa valeur est une fonction de la position telle que :
{\displaystyle R(z)=z\left[{1+{\left({\frac {z_{0}}{z}}\right)}^{2}}\right]\ .}

### Divergence du faisceau
Le paramètre {\displaystyle w(z)} s'approche d'une ligne droite pour {\displaystyle z\gg z_{0}}. L'angle entre cette ligne droite et l'axe central du faisceau est appelé la divergence du faisceau. Elle est donnée par :
{\displaystyle \tan {\theta }\simeq {\frac {\lambda }{\pi w_{0}}}\qquad (\theta \mathrm {\ en\ radians.} )}
L'angle d'ouverture du faisceau depuis son origine est donc :
{\displaystyle \Theta =2\theta \ }
- Cette propriété d'un faisceau gaussien rend un faisceau laser très évasé si à son origine il a un diamètre très petit. Pour qu'il reste constant sur une grande distance, il faut donc que ce faisceau soit de grand diamètre à son origine.
- Comme le modèle gaussien utilise une approximation paraxiale, il ne s'applique plus lorsque l'on regarde en un point où le front d'onde fait plus de 30° avec la direction de propagation[4]. À partir de la définition de la divergence, ceci veut dire que le modèle gaussien n'est valide que pour un faisceau avec une largeur à l'origine supérieur à {\displaystyle 2\lambda /\pi }.
- La qualité d'un faisceau est calculée par le produit de sa divergence et de sa largeur à l'origine. Ce nombre obtenu sur un faisceau réel est comparé à celui d'un faisceau idéal gaussien de même longueur d'onde. Le rapport de ces deux nombres est noté {\displaystyle M^{2}} et doit tendre vers 1 idéalement.

### Phase de Gouy
Le délai longitudinal de la phase de l'onde ou Phase de Gouy du faisceau est :
{\displaystyle \zeta (z)=\arctan \left({\frac {z}{z_{0}}}\right)\ .}

### Paramètre complexe du faisceau
Le diamètre et la courbure d'un faisceau gaussien en fonction de {\displaystyle z} peuvent aussi être représentés par le paramètre complexe de faisceau {\displaystyle q(z)} donné par :
{\displaystyle q(z)=z+q_{0}=z+iz_{0}\ .}
L'inverse de cette grandeur complexe contient le rayon de courbure du front d'onde {\displaystyle R(z)} et l'intensité relative sur l'axe, dans sa partie respectivement réelle et imaginaire
{\displaystyle {1 \over q(z)}={1 \over z+iz_{0}}={z \over z^{2}+z_{0}^{2}}-i{z_{0} \over z^{2}+z_{0}^{2}}={1 \over R(z)}-i{\lambda  \over \pi w^{2}(z)}}
Le complexe Z obtenu joue un rôle crucial dans l'analyse des propriétés du faisceau gaussien, spécialement dans celle des cavités résonantes et les matrices de transfert de rayonnement.

## Puissance et intensité

### Puissance par une ouverture
La puissance {\displaystyle P} (en watts) passant par un disque de rayon {\displaystyle r} dans un plan transverse à la propagation et à une distance {\displaystyle z} est :
{\displaystyle P(r,z)=P_{0}\left[1-e^{-2r^{2}/w^{2}(z)}\right]} où {\displaystyle P_{0}={1 \over 2}\pi I_{0}w_{0}^{2}} est la puissance totale transmise par le faisceau.
On trouve que :
- Pour un disque de rayon {\displaystyle r=w(z)}, la fraction de la puissance transmise est :

{\displaystyle {P(z) \over P_{0}}=1-e^{-2}\approx 0{,}865}.
- Environ 95 % de la puissance du faisceau passera par un trou de rayon {\displaystyle r=1,224\ w(z)}.

### Intensité moyenne et maximale
L'intensité maximale sur l'axe du faisceau à {\displaystyle \,z} de l'origine est calculée en utilisant la règle de L'Hôpital pour l'intégration de la puissance comprise dans le cercle de rayon {\displaystyle \,r} divisé par la surface sous-tendue par {\displaystyle \,\pi r^{2}} :
{\displaystyle I(0,z)=\lim _{r\to 0}{\frac {P_{0}\left[1-e^{-2r^{2}/w^{2}(z)}\right]}{\pi r^{2}}}={\frac {P_{0}}{\pi }}\lim _{r\to 0}{\frac {\left[-(-2)(2r)e^{-2r^{2}/w^{2}(z)}\right]}{w^{2}(z)(2r)}}={2P_{0} \over \pi w^{2}(z)}.}
L'intensité maximale (sur l'axe du faisceau) est donc le double de l'intensité moyenne (sur tout le faisceau) obtenue par la division de la puissance totale par {\displaystyle \pi w^{2}(z)}.

## Illustrations

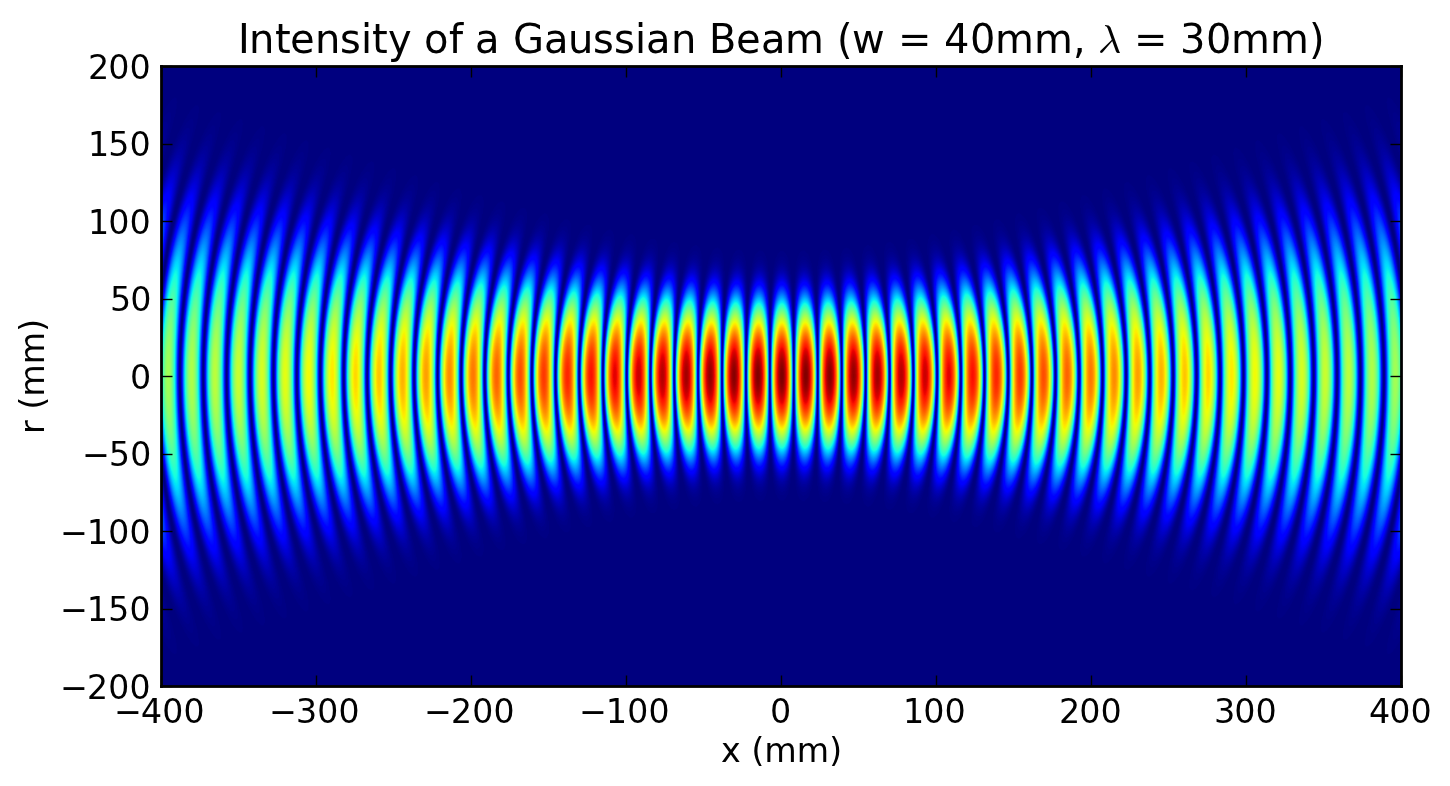
Image instantanée d'une onde gaussienne simulée
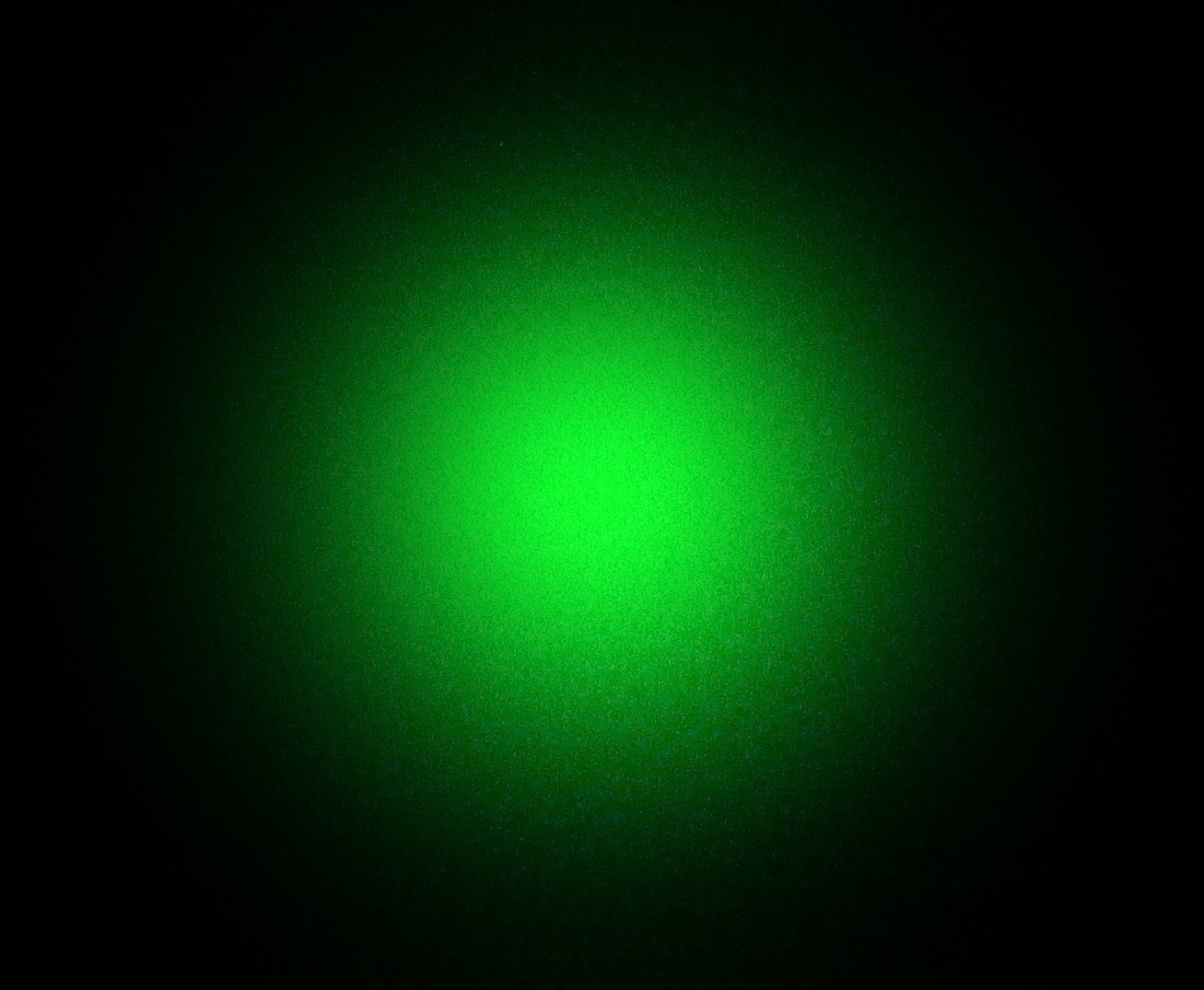
Tache d'un rayon laser